# Flux meridional

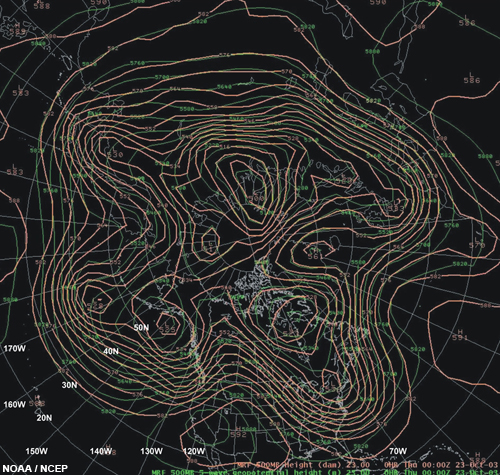
Patró de flux meridional de 23 d'octubre de 2003. Nota de les valls i crestes amplificats en aquest patró altura de 500 hPa.

Un flux meridional en meteorologia, és un patró de flux d'aire general que es desplaça va de nord a sud o de sud a nord, al llarg de les línies de longitud de la Terra (perpendicular a un flux zonal). En els ciclons extratropicals, en aquest ambient tendeixen a ser més fort i moure's més lent. Aquest patró és responsable de la majoria dels casos del clima extrem, ja que no només són les tempestes més fortes en aquest tipus de règim de flux, però les temperatures poden arribar a extrems, així, es produeix onades de calor i onades de fred en funció de la línia equatorial-barri o direcció cap als pols del flux.